# Bruinnekraaf
De bruinnekraaf (Corvus ruficollis) behoort tot de familie van de kraaiachtigen.

## Kenmerken
De bruinnekraaf onderscheidt zich van de gewone raaf door onder meer zijn bruine kop, kortere snavel en kleinere omvang. De grootte van de bruinnekraaf zit in tussen de raaf en de zwarte kraai. De vogel is een aaseter en eet zowel vlees als vis.

## Verspreiding en leefgebied
De bruinnekkraai komt voor in noordelijk en noordoostelijk Afrika en van het Arabisch schiereiland tot Kazakstan. De vogel leeft vooral in woestijnachtige gebieden.

## Status
De grootte van de populatie is niet gekwantificeerd maar de soort wordt omschreven als algemeen en plaatselijk talrijk. Op de Rode lijst van de IUCN heeft deze soort de status niet bedreigd.